# Коротке літо в горах
Коротке літо в горах (рос. Коротко лето в горах) — радянський художній фільм 1963 року, знятий на кіностудії «Мосфільм».

## Сюжет
Про молоду дівчину Галю Устинович, яка приїхала в далекий край на геологічну практику.

## У ролях
- Гліб Стриженов — Іван Єгорович Летягін, інженер
- Никифор Колофідін — Кирило Кирилович Калінушкін, інженер
- Алла Чернова — Галя Устинович
- С. Сухбатор — Дорджа, студент-практикант з Монголії
- Володимир Кашпур — Бімбіреков, інженер
- Олена Максимова — Парасковія Саввишна, кухарка
- Євген Тетерін — Іван Семенович Спиридонов
- Борис Бітюков — Селівон, представник прокурского нагляду
- Микола Погодін — Огуренков
- Михайло Майоров — Юрій Григорович Устинович, батько Галі
- Євген Дубасов — Костя, інженер
- Петро Кірюткін — Єгоричев
- Лев Лобов — льотчик, який косив траву
- Петро Соболевський — інженер
- Сергій Юртайкин — шофер
- Петро Мухін — інженер
- Олександр Титов — інженер
- Юрій Кірєєв — робітник в бригаді Огуренкова
- Олександр Кузнецов — робітник в їдальні
- Володимир Піцек — робітник в їдальні
- Володимир Селезньов — робітник в їдальні
- Дмитро Масанов — працівник головку
- Юрій Чекулаєв — заступник Устиновича
- Клавдія Хабарова — Маша
- Лариса Матвєєнко — епізод

## Знімальна група
- Режисер — Аїда Манасарова
- Сценарист — Микола Атаров
- Оператор — Петро Сатуновський
- Композитор — Роман Леденьов
- Художник — Борис Царьов